# جمعية المرأة الجديدة
جمعية المرأة الجديدة (NWA)، المعروفة أيضًا باسم مجتمع المرأة الجديدة  (新 婦人 協会، شين-فوجين كيوكاي) هي منظمة يابانية لحقوق المرأة تأسست في عام 1920. لعبت دورًا هامًا في تغيير المادة 5 من قانون الشرطة العامة للسلام التي منعت النساء من المشاركة في الاجتماعات العامة. جندت المنظمة أيضا مساعدين رجال كمدافعين عن المرأة في السياسة.

## الهدف
وقد شُكلت الرابطة النسائية الجديدة في محاولة للسماح للنساء بالحرية والحق في التصويت. وشملت أهداف المجموعة رفع «الوضع الاجتماعي والسياسي للنساء في اليابان». علاوة علي ذلك، سعت المنظمة إلى الحصول علي المساواة بين الجنسين في التعليم والتوظيف. وركزت الزعيمات: هيراتسوكا رشو، ايتشيكاوا فواي واوكو موميو أيضا على إلغاء أو تعديل المادة 5 من قانون الشرطة العام. يحظر هذا القانون علي النساء المشاركة في النشاط السياسي علنا. وصاغت المنظمة عريضتين تناديان بالحقوق السياسية للمرأة.
وبالإضافة إلى ذلك، تهدف المنظمة إلى إيقاف الرجال المصابين بالأمراض التناسلية من الزواج. وقد ضغطت المجموعة وصاغت عريضة لأجل هذا مع هدف حماية النساء اللواتى ازواجهن مصابين أو سوف يصابون فيما بعد بالأمراض المنقولة جنسيا. وكانت العريضة التي تمت صياغتها لهذا الغرض سوف تعطي للمراة الحق في تطليق زوجها إذا كان مصابا بمرض تناسلي أو أصيب به أثناء الزواج. وقد اكتسبت هذه العريضة شعبية أكبر من محاولات المنظمة للحصول علي حق النساء في التصويت والحقوق، بل وحصلت علي دعم من اتحاد النساء المسيحيات في اليابان.

## التاريخ
طلبت رايتشو هيراتسوكا من فوساى إيشيكاوا تشكيل منظمة لحقوق المرأة مع أكو موميو ابتداء من عام 1919. كانت مومو قد أنجبت ابنًا مؤخرًا، وكانت تحمله على ظهرها إلى اجتماعات جمعية المرأة الجديدة وتستخدم عربة الأطفال لحمل نسخ من دورية المجموعة، رابطة المرأة (جوزي دومي). عُقد اجتماع جمعية المرأة الجديدة الأول في 21 فبراير 1920 في طوكيو في قاعة الشبان المسيحيين في كاندا. كان هذا الاجتماع الأول حوالي 500 في الحضور و 70 ٪ من الجمهور كانوا من الذكور. تم الإعلان عن الميثاق الرسمي لقواعد المجموعة والعضوية في 28 مارس 1920. وشملت أهداف المجموعة رفع «وضع المرأة الاجتماعي والسياسي في اليابان». كما ركز القادة، هيراتسوكا، إيشيكاوا ومومو على إلغاء أو تعديل المادة 5 من قانون الشرطة العامة. لم يسمح هذا القانون للنساء بالمشاركة في النشاط السياسي علنًا.
اختلف إيشيكاوا وهيراتسوكا اختلافًا سياسيًا وشخصيًا، لذلك في عام 1920، غادر إيشيكاوا جمعية المرأة الجديدة. وشمل نقاد آخرون من جمعية المرأة الجديدة ياماكاوا كيكوي وايتو نوح الذين كانوا مفكرات سابقات والذين شعروا بأن جمعية المرأة الجديدة كانت تفتقر إلى المنظور الاشتراكي.
صدرت تغييرات على المادة 5 في عام 1922، وافق من قبل مجلسي البرلمان. في وقت لاحق من عام 1922، تم حل جمعية المرأة الجديدة.